# Rifollamento
Il rifollamento è un fenomeno di plasticizzazione che avviene nelle unioni meccaniche (ad esempio nella lamiera in acciaio nel caso di unioni bullonate o chiodate, nel calcestruzzo per effetto degli spinotti in acciaio o del legno per collegamenti chiodati) ma che può avvenire anche, ad esempio, nella ricalcatura.
Quando viene superata la tensione di rifollamento del materiale giuntato si ha la plasticizzazione della superficie di contatto dello stesso con il connettore con successiva ovalizzazione del foro.